# Oak Park
För andra betydelser, se Oak Park (olika betydelser).
Oak Park är en förstad väster om Chicago, Illinois, USA med cirka 50 000 invånare. 
Ernest Hemingway föddes och växte upp i Oak Park och här finns Ernest Hemingway Museum. I Oak Park finns även ett antal byggnader av Frank Lloyd Wright, vilket likaså bidragit till att orten blivit en turistdestination.